# 日向ひょっとこ夏祭り
日向ひょっとこ夏祭り（ひゅうがひょっとこなつまつり）は、毎年8月上旬に宮崎県日向市で開催される夏祭りである。

## 概要
明治時代末期に日向市塩見の永田地区で考案された「永田のひょっとこ踊り」（市指定無形民俗文化財）を伝統芸能として保存し、全国的にPRするために始められた祭り。1984年（昭和59年）より毎年開催しており、本祭りに日向市の中心市街地で行われるひょっとこ踊りパレードには、全国各地より2,000人を超える踊り愛好家が集まり、会場が赤い着物の色で真っ赤に染まる。前夜祭ではひょっとこ踊り個人戦が開かれ、踊りのキャラクターである「きつね」「おかめ」「ひょっとこ」及び「キッズ」部門において踊り技能を競う全国大会が行われている 。
毎年祭り規模が増加し、近年観客数は7万人以上に達しているため、宮崎県を代表する夏祭りになっている。市民により運営されている祭りが交流人口の増大を促し、地域活性化に寄与していることから、2018年（平成30年）に一般財団法人地域活性化センターが表彰する「第22回ふるさとイベント大賞」の優秀賞を受賞した。

## 祭りの歴史

### 祭りの始まり
1984年（昭和59年）に地元新聞社が主催した日向青年会議所との懇談会において、市民に親しまれた日向市の伝統的な郷土芸能「ひょっとこ踊り」を四国の阿波踊りに匹敵する全国的な踊りにしたいという意見が上がった。その意見を具現化するために、市民団体である「21世紀を考える会」が日向市、地元企業の協力により、1984年（昭和59年）に第1回日向ひょっとこ夏祭りを開催した。

### 祭り規模の拡大

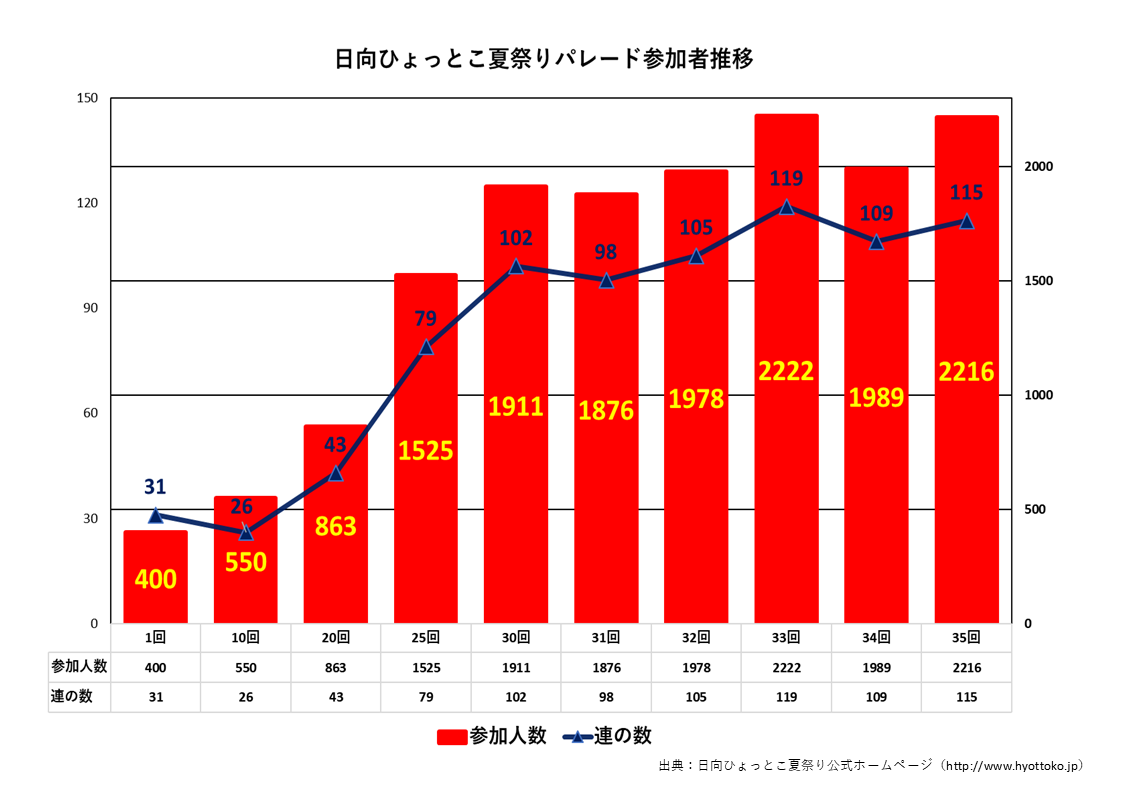
本祭りパレード参加者数と連数

当祭りは原則毎年開催されているが、年々踊り手が増加しており、第1回の祭りでは約400人だった参加者が、2018年（平成30年）に行われた第35回の祭りでは、約5倍の2216人が参加するほど祭り規模が拡大している。
参加者は主にメインイベントである中心市街地での踊りパレードに参加するが、その一部は前夜祭において個人戦に参加し、「きつね」「おかめ」「ひょっとこ」の3種目とキッズ部門において全国一を目指し踊り技能を競い合う。
祭り規模拡大の要因としては、お面をかぶり滑稽なしぐさをする「踊り自体の魅力」が、当祭りや「橘ひょっとこ踊り保存会」の県内外でのPR活動を通じて、全国に広まったことが大きい。特に、福岡県や北海道ではひょっとこ踊りの団体による演技披露が活発であり、20年以上活動している愛好会や祭りの参加者が毎年50名を超える愛好会も存在する。

## 日向ひょっとこ踊りの源流

### ひょっとこ踊り創始者

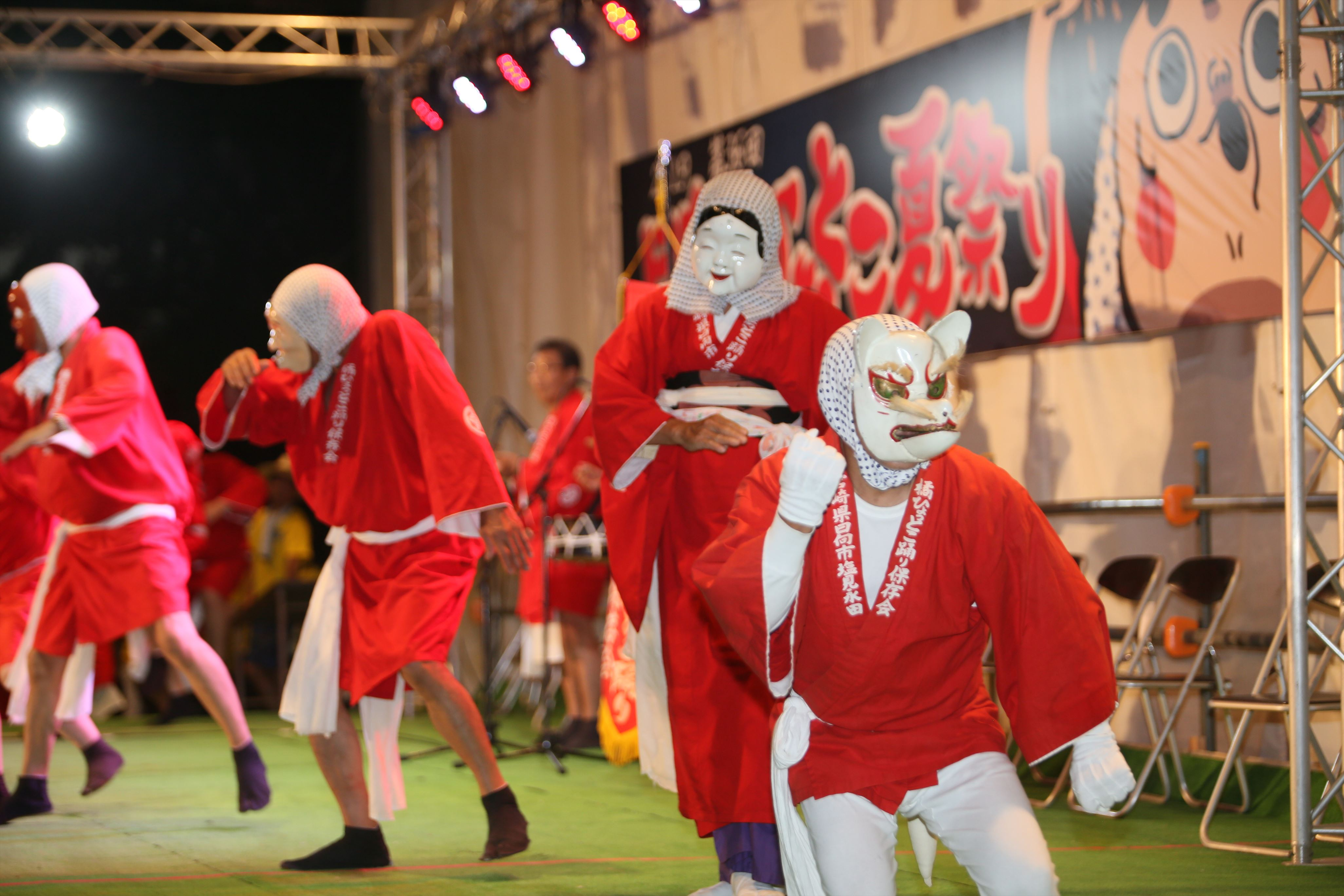
保存会演舞の様子

ひょっとこ踊りを考案したのは、明治時代末期に宮崎県日向市塩見の永田地区で眼科医を開業していた橘公行（たちばなきみゆき）である。ひょっとこ踊りは、橘公行が永田地区に伝わる物語と江戸の里神楽に着想を得て、身内の祝いの場で披露していた踊りを豊作と子孫繁栄を祈願する芸能として、永田地区の青年たちに伝えたのが始まりである。当初「橘踊り」や「ピーヒョロ踊り」など、考案者やお囃子の音を想起する名称があった。現在祭りにおいては「日向ひょっとこ踊り」と表現し、その源流である「永田のひょっとこ踊り」が伝統芸能として保存されている。

### 永田のひょっとこ踊り
永田のひょっとこ踊りは、1907年（明治40年）に日向市塩見の栗尾神社の大祭で初めて地区民により踊りが披露され、その後伝統芸能の保存と継承を目的に地元有志による保存会が設立された。考案者の橘公行の名前にちなんで「橘ひょっとこ踊り保存会」として現在も活動を続けている。橘ひょっとこ踊り保存会では、毎年2月の初午の日に伝統芸能に基づいた祭事として「初午祭」を行っている。

### 伝統芸能としてのひょっとこ踊り
日向ひょっとこ夏祭りの開催や保存会の活動を通して、全国に踊りが広まった結果、踊り自体を極端にアレンジしたり、日向市外において本家を名乗るものが出てきた。この弊害に対して、正当な里神楽の系列に属する日向市の民俗芸能であることを周知し、「日向ひょっとこ踊り」の源流である伝統芸能を永く保存するために、永田のひょっとこ踊りは1992年（平成4年）に日向市の無形民俗文化財に指定された。

## 踊りの芸態

### ひょっとこ踊り
お囃子に合わせて、きつね・おかめ・ひょっとこ・村の若い衆（ひょっとこ面）の順に登場し、それぞれ決まったしぐさを繰り返しながら練り歩く。演技の基本となるのは、足と手の動きで、片方の足を前に突き出し、同じ側の手を前にまっすぐ伸ばし、反対の手は甲を前に向け顔の横に持ってくるという動きを交互に繰り返すことで前に踊り歩くことができる。一連の動きの中でお囃子に合わせて顔や腰を動かすしぐさが踊りのダイナミクスを強める要素となっている。それぞれの面の踊りの特徴と着用衣装については以下の通り。
|      | きつね                                                                               | おかめ                                                                   | ひょっとこ                                             | 村の若い衆                                                                                   |
| ---- | ------------------------------------------------------------------------------------ | ------------------------------------------------------------------------ | ------------------------------------------------------ | -------------------------------------------------------------------------------------------- |
| 踊り | 握りこぶしをつくり、後ろで踊るおかめを招くようなしぐさと飛び上がる機敏な動きをする。 | 手で口元を隠すしぐさを左右の手で交互に行いながら、そろり、そろりと歩く。 | 踊りの基本動作を繰り返しながら前に進む。               | 基本的にはひょっとこと踊りは一緒だが、周りの様子を見ながら歩く動きやほうきを持つ動きもある。 |
| 衣装 | きつね面・赤着物・白帯・豆絞り・白足袋・白手袋・白股引・尾っぽ                       | おかめ面・赤振袖・腰巻・帯・豆絞り・白足袋（草履着用可）                 | ひょっとこ面・赤着物・白帯・豆絞り・白ふんどし・黒足袋 | ひょっとこ面・赤着物・白帯・豆絞り・白ふんどし・黒足袋                                       |

日向ひょっとこ踊り並び順と衣装例
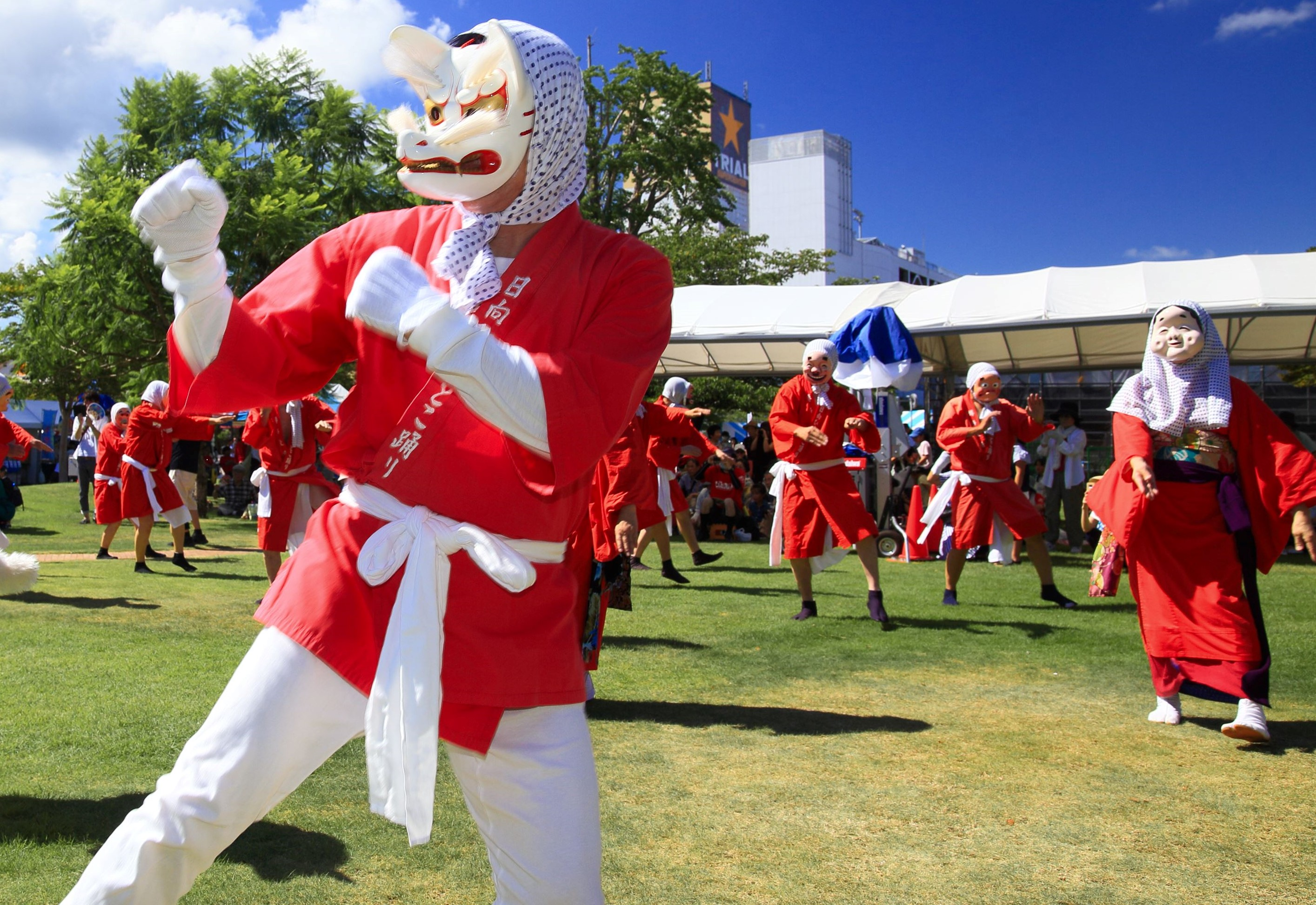
並び順
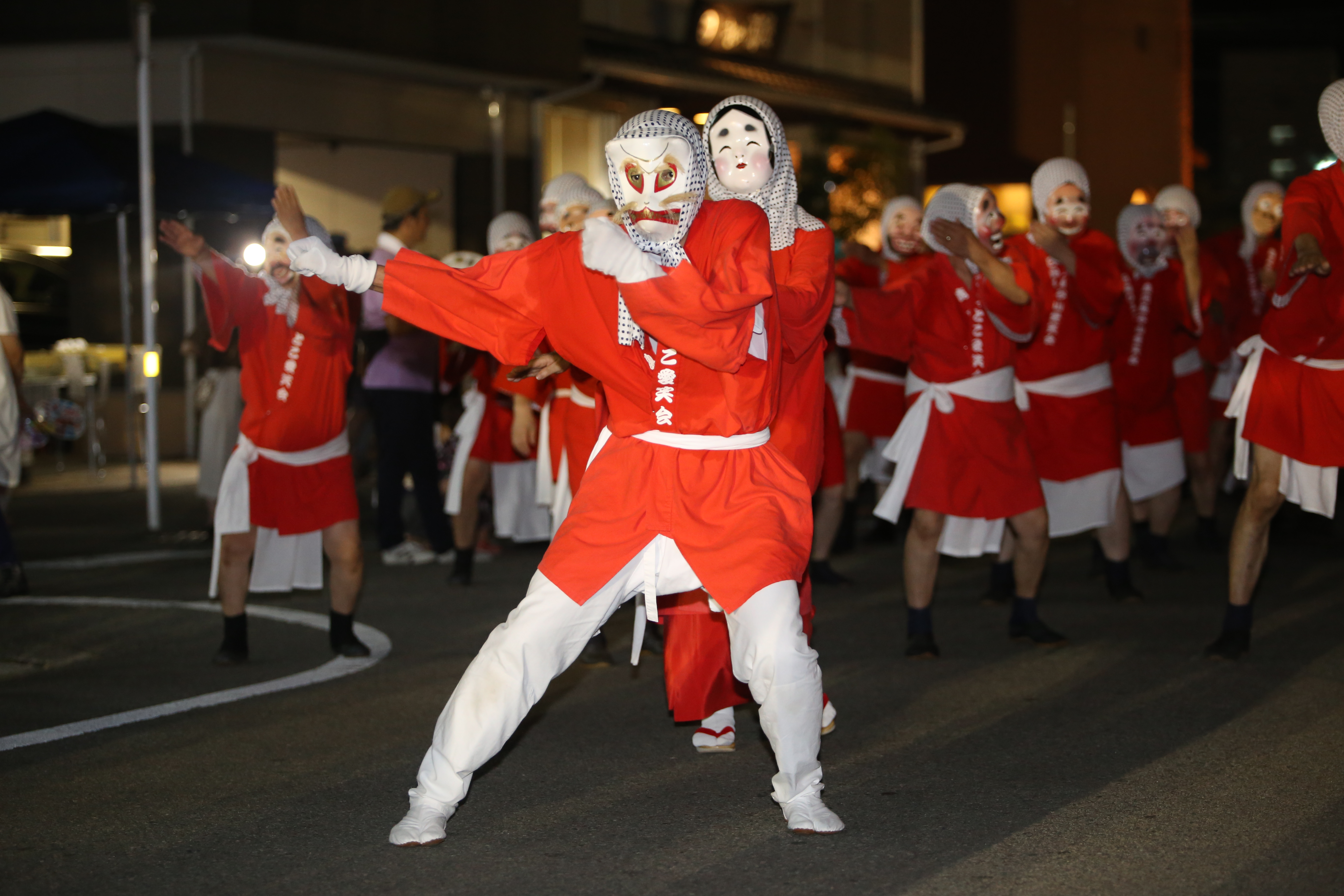
きつねの衣装
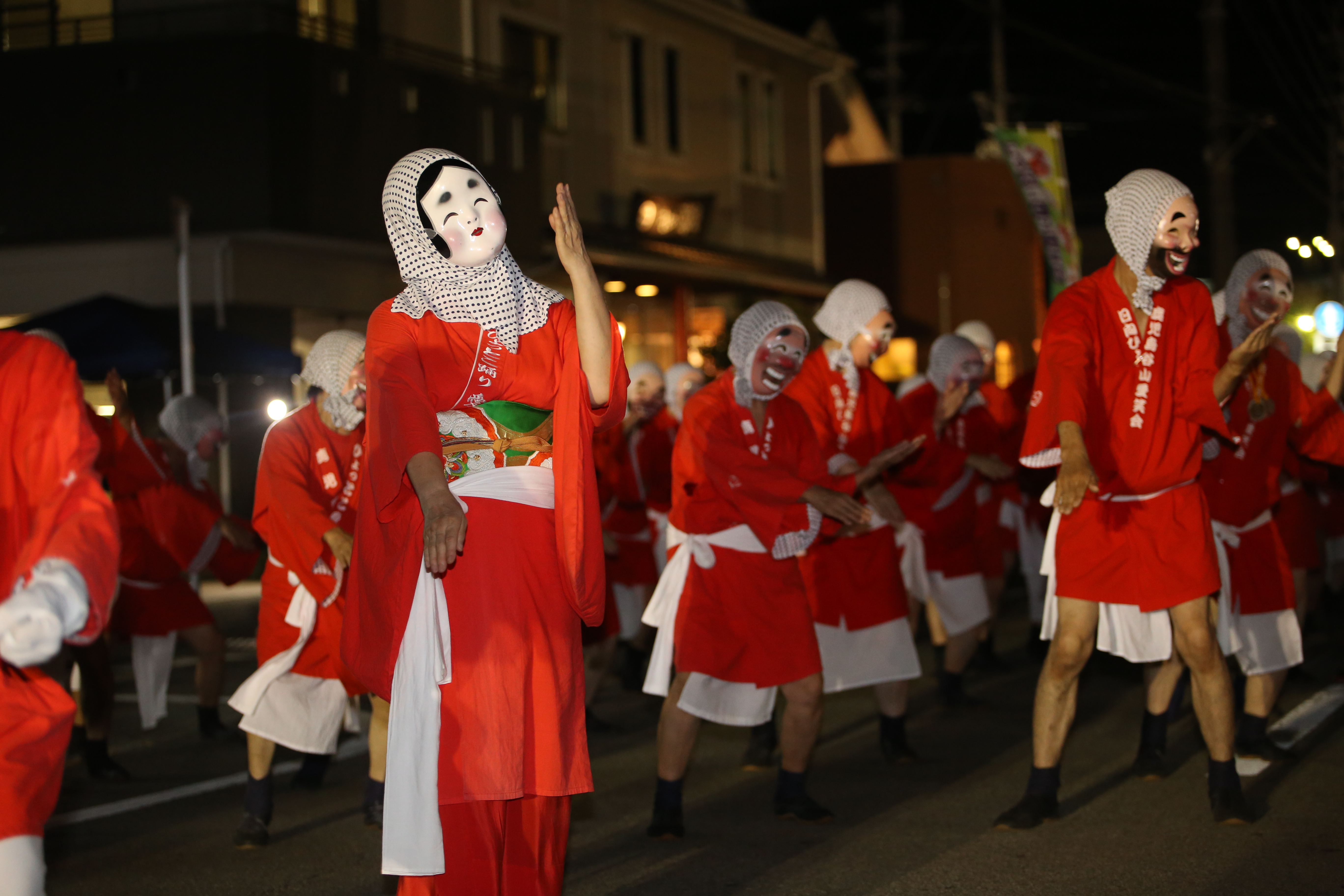
おかめの衣装
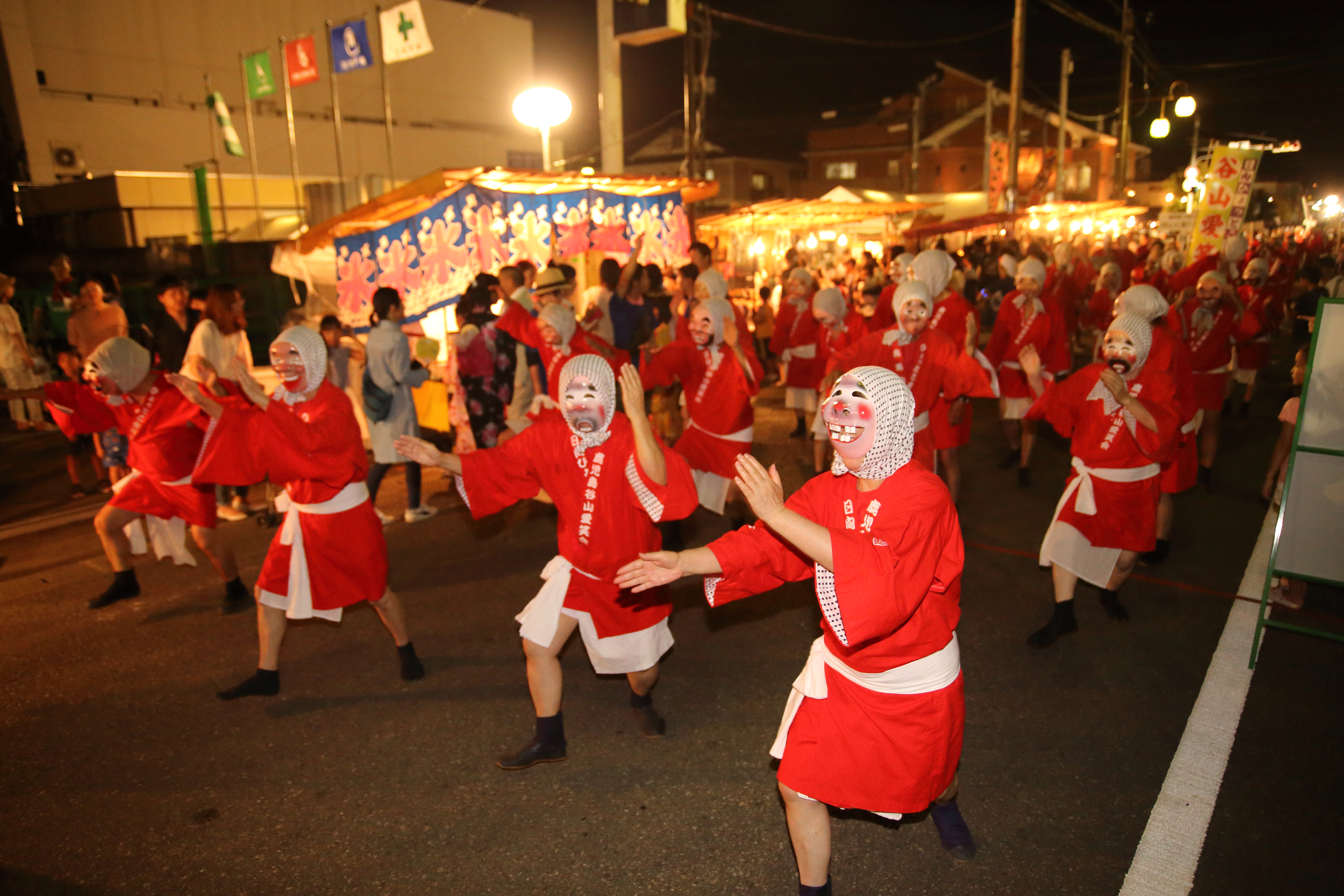
ひょっとこの衣装

### ひょっとこ踊り物語
前記した踊り順とそれぞれのしぐさには「ひょっとこ物語」としての意味があり、踊りの指標となっている。
ひょっとこ物語の概要は下記の通り。また、日向市塩見の永田地区ではこの物語に加えて、稲荷神社の由緒に触れる物語も存在する。

### お囃子
「テンテコテン テンテコテン テンテコテンテコテンテコテン」というフレーズが繰り返し演奏される。
橘ひょっとこ踊り保存会には、笛・鉦・太鼓の演奏者がおり、出演の際には演奏を行う。他の神楽にもよくみられる傾向ではあるが、お囃子の演奏にあたり楽譜などは存在せず、会員同士の口伝により引き継がれているため、保存会以外の日向ひょっとこ踊り愛好家は演舞の練習に保存会が発行しているCDを音源として活用している状況である。また、日向市を代表する曲として、JR日向市駅の接近メロディーとして使われている。

## 祭り運営

### 日程および内容

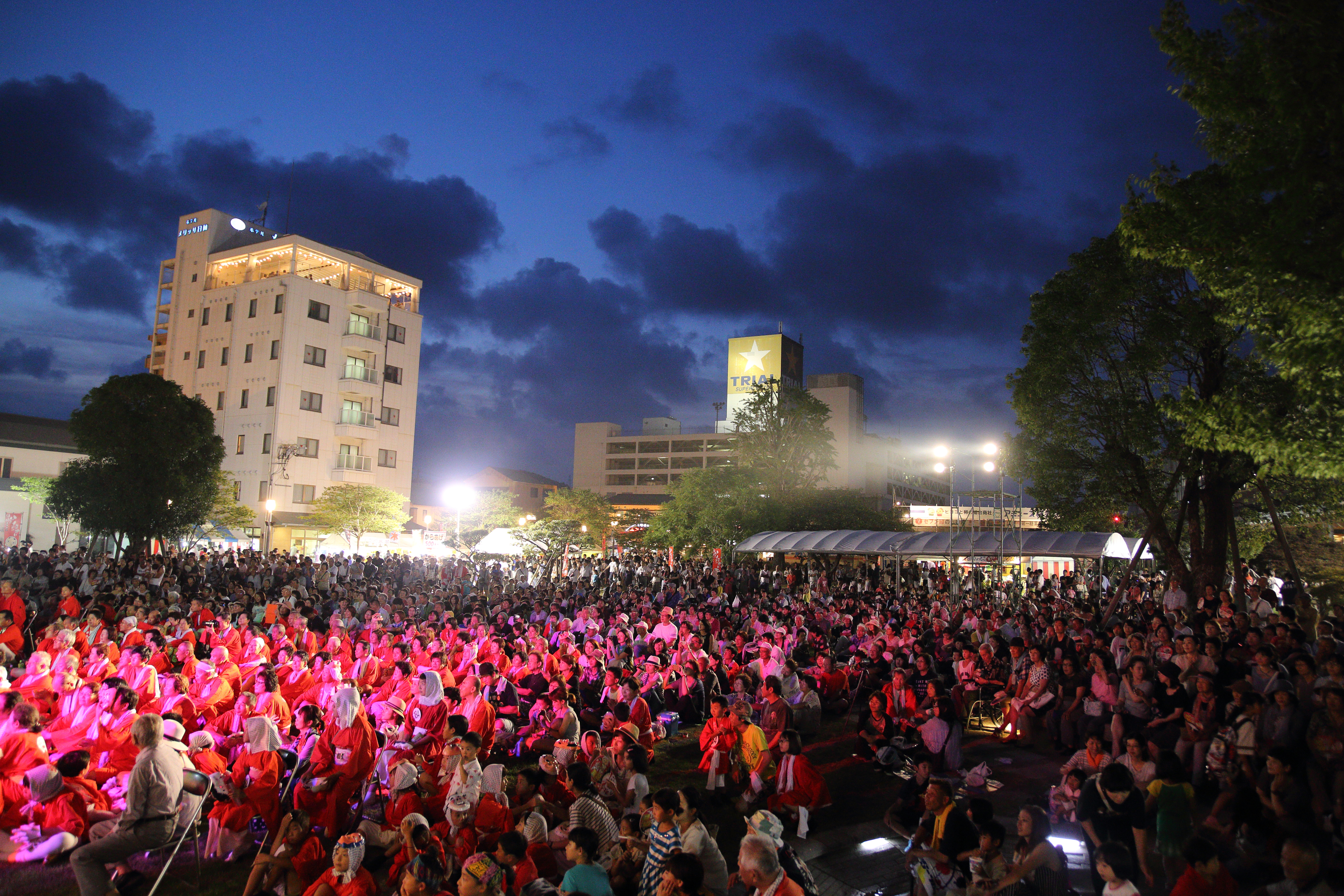
前夜祭会場の様子

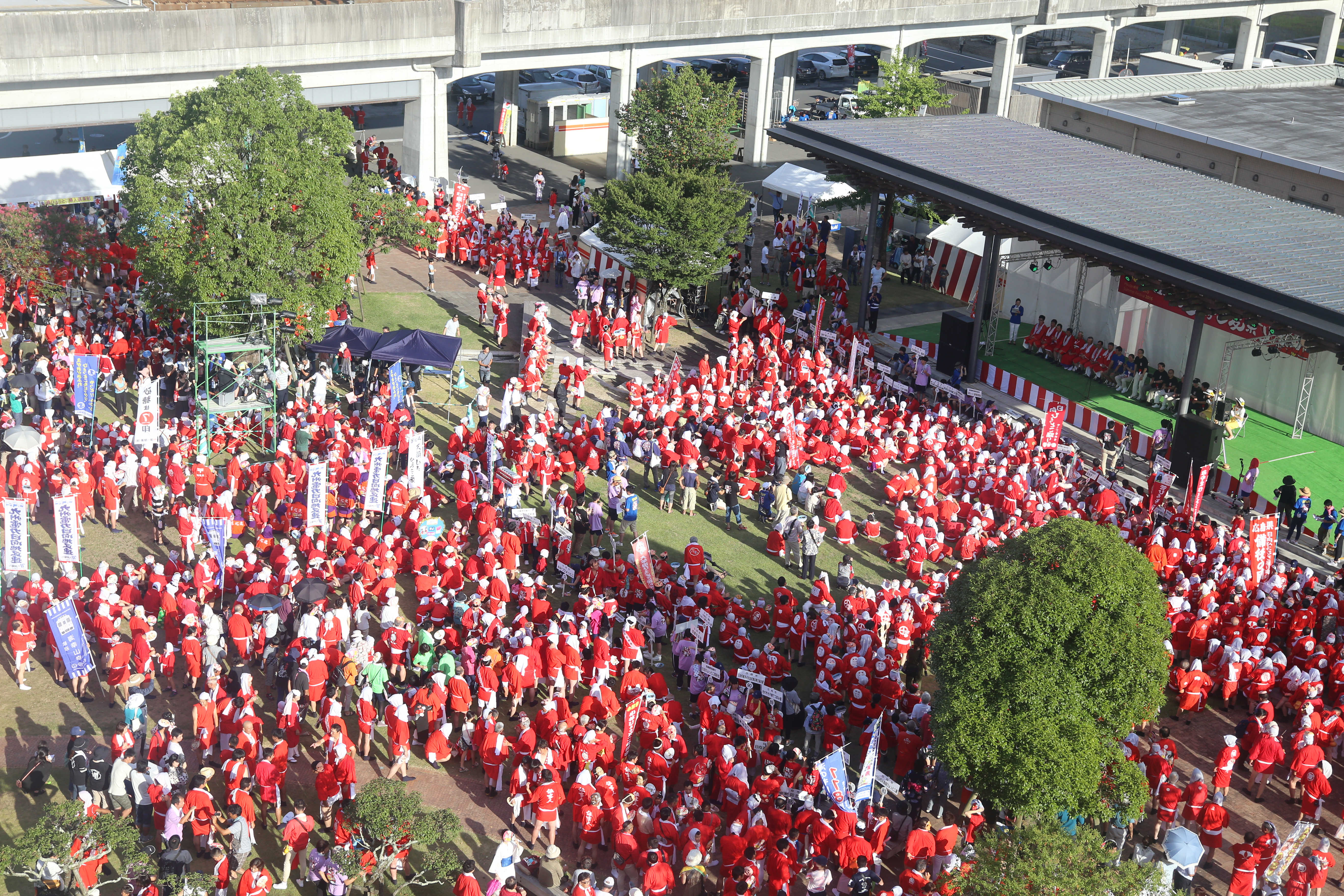
本祭り会場上空からの撮影

近年、本祭りの開催日は8月第一土曜日となっており、メインイベントである日向ひょっとこ踊りパレードが行われる。前日には前夜祭として日向ひょっとこ踊り個人戦が開催されている。また、毎年3月頃には実行委員会主催による踊り愛好家の交流を目的とした「日向ひょっとこ踊り講習会・交流会」が企画されている。

### 開催場所
宮崎県日向市で開催される。祭り会場は日向市駅西口にある日向市駅前交流広場「あくがれ広場」及び中心市街地となる。過去には他の施設・会場で行われてきたが、参加者数増加による影響で、会場として広く使える現在の場所になった。

### 審査と表彰
前夜祭の個人戦では、踊りの完成度を審査し、「きつね」、「おかめ」、「ひょっとこ」の踊り別に表彰を行っている。踊りパレードでは優勝の位置づけとなる「ひょっとこ大賞」に続き、金賞・銀賞・にわか連最優秀賞・踊り子大賞・公的機関の長による特別賞が用意されている。また、個人戦については各部門ごとに1位から3位を表彰している。

### 参加連
北は北海道、南は沖縄まで全国各地から毎年2,000人を超える参加者が、それぞれの地域で団体を結成して参加している。「参加連」は、阿波おどりの文化から派生している表現で、踊り子グループのことをいう 。日向市内の参加連には地元企業や小学校などの教育機関、医療福祉施設からの参加が目立ち、地域貢献や地域教育などのねらいで参加している連が多い。これに対し、日向市外からの参加連は踊り愛好家個人や住民組織の集まりが多く、テーマ型コミュニティとしての機能を備えている。なお、個人で参加する踊り手は「にわか連」として参加することができる。

### 運営体制
現在、日向市主催のもと日向ひょっとこ夏祭り実行委員会が主管組織として祭りを開催している。実行委員会は日向市民を中心に構成されており、自主的な民間ボランティア組織として祭りの計画策定や会場運営などの活動している。また、祭り開催にあたり、地元企業や地域組織からの資金協力や運営への協力が行われている。さらに、地元高校生が祭り準備に加わり、祭り当日もボランティア活動に参加し、全国各地の踊り手と交流している。

## 現状分析と課題

### ひょっとこ踊りの魅力
お面の滑稽な表情とリズミカルな動きが踊り手と観客を楽しませるところが日向ひょっとこ踊りの魅力として挙げられる。特に夏祭りのメインイベントであるパレードにおいては沿道の観客と踊り手の距離が近く、双方がコミュニケーションしやすいところが祭りの醍醐味で、観客は気に入った踊り手に対して「踊り子メダル」を掛けるという企画もあり、踊り手も観客も一緒に盛り上がることのできる環境が、祭り自体の規模を増大させた一つの要因となっている。また、踊り自体が全国各地で活動する参加連によって広まり、踊り人口が増えたことも要因として挙げられる。

### 受入体制について
前項にある通り毎年参加者及び観客が増加しているため市内の宿泊施設が満室となり、祭り当日は市内での宿泊が難しい状況になっている。市内に泊まることができない参加者や観客は宮崎市や延岡市に滞在している状況である。対策としては宿泊施設の誘致などがあるが、宿泊施設が不足するのは祭り前日および当日のため、経営的視点から実現が難しい。そこで、民泊などの制度の活用や他地域の観光及び宿泊施設との連携が現実的な対処法である。

### 参加連の地域貢献活動
参加連には、それぞれの地域で貢献活動をおこなっている団体がある。貢献内容としては、老人ホームや福祉施設への慰問活動などがあり、地域の祭りの中で日向ひょっとこ踊りを基礎とした演技披露を行う団体もある。また、団体の構成員自体もひょっとこ踊りの披露を通じて、生きがいの創出や体力向上を行っている。踊りが健康にもたらす医学的根拠については後項で紹介する。

### 医学面からの効果検証
ひょっとこ踊りを医学的見地から分析した研究の代表例として、九州看護福祉大学リハビリテーション科の川俣幹雄教授による（ひょっとこ踊りの効果検証）が挙げられる。この研究は熊本県和水町から委託されて行われたものである。なお、調査対象となった団体は過去祭りに参加した連であり、祭りで披露されている「日向ひょっとこ踊り」自体が研究の対象になっている。研究の要旨については次の通り。
以上のように、ひょっとこ踊りは心身ともに好影響があるという研究である。これらの影響は、踊り愛好家が普段の演技披露の中で恩恵を受けており、医学的見地からしても踊り自体が健康増進につながっている。

## 年表
参加連数及び参加人数の詳細については「祭り規模の拡大」を参照
|                  | 開催日 | 開催場所 | 主なエピソード                                                                                                 | 備考 |  |
| ---------------- | --- | --- | --- | --- |  |
| 1984年（第1回）  | 9月13日～16日                                                                                                  | お倉ヶ浜・日向市役所                                                                                           | 日向十五夜まつりと共同開催                                                                                     | ゲスト：細川たかし・内藤やすこ                                                                                 |  |
| 1985年（第2回）  | 7月31日～8月4日                                                                                                | お倉ヶ浜 | ザ・ベストテン生放送                                                                                           | ゲスト：シブがき隊                                                                                             |  |
| 1986年（第3回）  | 8月8日～10日                                                                                                   | 日向市役所 | 花火大会と共同開催                                                                                             | ゲスト：青空球児・好児                                                                                         |  |
| 1987年（第4回）  | 8月7日～9日 | 日向市役所・中心市街地                                                                                         | 花火大会と共同開催                                                                                             | |  |
| 1988年（第5回）  | 8月7日～9日 | 日向市役所・中心市街地                                                                                         | 花火大会と共同開催                                                                                             | 全チームに賞を贈る                                                                                             |  |
| 1989年（第6回）  | 8月5日～6日 | 中央通線（日向市駅-細島港）                                                                                    | 日向サンバ披露                                                                                                 | |  |
| 1990年（第7回）  | 8月5日～6日 | 中央通線（日向市駅-細島港）                                                                                    | フィットネスカーニバル開催                                                                                     | |  |
| 1991年（第8回）  | 8月2日～4日 | 中央通線（日向市駅-細島港）                                                                                    | 花火大会と共同開催                                                                                             | ゲスト：水木大介・カフカフドゴシコ                                                                             |  |
| 1992年（第9回）  | 8月9日 | 中央通線（日向市駅-細島港）                                                                                    | 猿回し披露 | 台風の影響により前夜祭中止                                                                                     |  |
| 1993年（第10回） | 8月7日～8日 | 中央通線（日向市駅-細島港）                                                                                    | 日向サンバ・平成音頭同時披露                                                                                   | ゲスト：橘公行の長女                                                                                           |  |
| 1994年（第11回） | 8月6日～7日 | 中央通線（日向市駅-細島港）                                                                                    | ダイレンジャーショー                                                                                           | |  |
| 1995年（第12回） | 8月5日～6日 | 中央通線（日向市駅-細島港）                                                                                    | 花火大会と共同開催                                                                                             | |  |
| 1996年（第13回） | 10月12日～13日                                                                                                 | 日向市駅前通り                                                                                                 | 日向サンバ・平成音頭・日向太鼓                                                                                 | |  |
| 1997年（第14回） | 8月2日～3日 | 日向市役所・中心市街地                                                                                         | 写真展開催 | |  |
| 1998年（第15回） | 8月1日～2日 | 細島港の森公園                                                                                                 | 花火大会と共同開催                                                                                             | |  |
| 1999年（第16回） | 台風により中止となったが、後日十五夜まつりに併せて小規模の祭りを開催                                           | 台風により中止となったが、後日十五夜まつりに併せて小規模の祭りを開催                                           | 台風により中止となったが、後日十五夜まつりに併せて小規模の祭りを開催                                           | 台風により中止となったが、後日十五夜まつりに併せて小規模の祭りを開催                                           |  |
| 2000年（第17回） | 8月7日 | 日向市役所・中心市街地                                                                                         | 花火大会と共同開催                                                                                             | |  |
| 2001年（第18回） | 8月3日～4日 | 日向市役所・中心市街地                                                                                         | 花火大会と共同開催                                                                                             | パレード賞金制導入                                                                                             |  |
| 2002年（第19回） | 8月2日～3日 | 日向市役所・中心市街地                                                                                         | ギャラリーひょっとこ開設                                                                                       | |  |
| 2003年（第20回） | 8月1日～3日 | 日向市役所・中心市街地                                                                                         | ダンスバトル開催                                                                                               | 台風の影響を受け人数減                                                                                         |  |
| 2004年（第21回） | 7月30日～31日                                                                                                  | 日向市役所・中心市街地                                                                                         | | |  |
| 2005年（第22回） | 7月30日～8月1日                                                                                                | 日向市役所・中心市街地                                                                                         | 参加連大交流会開催                                                                                             | 踊り子大賞導入                                                                                                 |  |
| 2006年（第23回） | 8月4日～5日 | 日向市駅前交流広場・中心市街地                                                                                 | | |  |
| 2007年（第24回） | 8月4日 | 日向市役所・中心市街地                                                                                         | 個人戦開催 | 8月3日の前夜祭は台風のため中止                                                                                 |  |
| 2008年（第25回） | 7月19日～20日                                                                                                  | 日向市役所・細島                                                                                               | 細島みなと祭りと同時開催                                                                                       | |  |
| 2009年（第26回） | 7月31日～8月1日                                                                                                | 日向市駅前交流広場・中心市街地                                                                                 | ひょっとこ市場開設                                                                                             | |  |
| 2010年（第27回） | 口蹄疫災害により夏祭りは中止となったが、口蹄疫終息後10月10日に「日向ひょっとこ交流祭り」を開催                 | 口蹄疫災害により夏祭りは中止となったが、口蹄疫終息後10月10日に「日向ひょっとこ交流祭り」を開催                 | 口蹄疫災害により夏祭りは中止となったが、口蹄疫終息後10月10日に「日向ひょっとこ交流祭り」を開催                 | 口蹄疫災害により夏祭りは中止となったが、口蹄疫終息後10月10日に「日向ひょっとこ交流祭り」を開催                 |  |
| 2011年（第28回） | 8月5日～6日 | 日向市駅前交流広場・中心市街地                                                                                 | マジックショー開催                                                                                             | |  |
| 2012年（第29回） | 8月3日～4日 | 日向市駅前交流広場・中心市街地                                                                                 | 個人戦・パレード開催                                                                                           | |  |
| 2013年（第30回） | 8月2日～3日 | 日向市駅前交流広場・中心市街地                                                                                 | 30周年記念イベント開催                                                                                         | ゲスト：テンダラー・ちきんなんばん                                                                             |  |
| 2014年（第31回） | 8月1日～2日 | 日向市駅前交流広場・中心市街地                                                                                 | 個人戦・パレード開催                                                                                           | |  |
| 2015年（第32回） | 7月31日～8月1日                                                                                                | 日向市駅前交流広場・中心市街地                                                                                 | 個人戦・パレード開催                                                                                           | |  |
| 2016年（第33回） | 8月5日～6日 | 日向市駅前交流広場・中心市街地                                                                                 | ひょっとこクイズ王選手権開催                                                                                   | |  |
| 2017年（第34回） | 8月4日～5日 | 日向市駅前交流広場・中心市街地                                                                                 | 個人戦・パレード開催                                                                                           | 台風により人数減                                                                                               |  |
| 2018年（第35回） | 8月2日～3日 | 日向市駅前交流広場・中心市街地                                                                                 | トラックビジョン放映                                                                                           | ゲスト：大田明奈                                                                                               |  |
| 2019年（第36回） | 8月3日～4日 | 日向市駅前交流広場・中心市街地                                                                                 | イメージソング制作                                                                                             | ゲスト：倉沢よしえ                                                                                             |  |
| 2020年（第37回） | 新型コロナウイルス感染拡大の影響により開催中止となったが、「全国総踊り動画配信プロジェクト」が企画された。     | 新型コロナウイルス感染拡大の影響により開催中止となったが、「全国総踊り動画配信プロジェクト」が企画された。     | 新型コロナウイルス感染拡大の影響により開催中止となったが、「全国総踊り動画配信プロジェクト」が企画された。     | 新型コロナウイルス感染拡大の影響により開催中止となったが、「全国総踊り動画配信プロジェクト」が企画された。     |  |
| 2021年（第38回） | 新型コロナウイルス感染拡大の影響により昨年に引き続き開催中止となったが、『幻の2020ひょっとこＴシャツ』を販売。 | 新型コロナウイルス感染拡大の影響により昨年に引き続き開催中止となったが、『幻の2020ひょっとこＴシャツ』を販売。 | 新型コロナウイルス感染拡大の影響により昨年に引き続き開催中止となったが、『幻の2020ひょっとこＴシャツ』を販売。 | 新型コロナウイルス感染拡大の影響により昨年に引き続き開催中止となったが、『幻の2020ひょっとこＴシャツ』を販売。 |  |
| 2022年（第39回） | 新型コロナウイルス感染拡大防止のために開催中止                                                                 | 新型コロナウイルス感染拡大防止のために開催中止                                                                 | 新型コロナウイルス感染拡大防止のために開催中止                                                                 | 新型コロナウイルス感染拡大防止のために開催中止                                                                 |  |
| 2023年（第40回） | 8月4日～5日 | 日向市駅前交流広場・中心市街地                                                                                 | 個人戦・パレード開催                                                                                           | ゲスト：水森かおり                                                                                             |  |
| 2024年（第41回） | 8月2日～3日 | 日向市駅前交流広場・中心市街地                                                                                 | 個人戦・パレード開催                                                                                           | ゲスト：佐々木美玲（日向坂46）・金村美玖（日向坂46）                                                           |  |
| 2025年（第42回） | 8月1–2日 | 日向市駅前交流広場・中心市街地                                                                                 | 個人戦・パレード開催                                                                                           | ゲスト：倉沢よしえ                                                                                             |  |

## テーマとした作品

### テレビ番組
- 「北緯32度の旅～幸せを運ぶひょっとこ踊り～」テレビ宮崎制作　2006年12月放送 
  - 橘ひょっとこ踊り保存会の会長と副会長がネパール、モロッコ、アメリカを回り行く先々で文化の交流し、ひょっとこ踊りの披露をする番組。「笑いは万国共通」
- 「東北に笑顔の華をさかせましょう～日向ひょっとこ踊りの絆～」テレビ宮崎制作 2013年10月26日放送（第22回FNSドキュメンタリー大賞ノミネート作品） 
  - 東日本大震災から丸2年、3年目の気仙沼市と被災地訪問を決めた橘ひょっとこ踊り保存会が復興の現場で被災者の方々と絆を深めひょっとこの笑いを届けるドキュメンタリー。
- 「ダイドードリンコスペシャル 笑いで繋ぐ人々の輪 ～日向ひょっとこ夏祭り～」宮崎放送制作　2014年8月31日放送 
  - 日向ひょっとこ踊りに関わる保存会の人々や全国各地から参加する踊り愛好家、祭りに関わる地域の子どもたちの思いを描く。

### 楽曲
- 倉沢よしえ「日向のひかり」2019年制作 祭り期間限定販売